# Parafia Wniebowzięcia Najświętszej Maryi Panny w Suserzu
Parafia Wniebowzięcia Najświętszej Maryi Panny w Suserzu – parafia rzymskokatolicka, znajdująca się w diecezji łowickiej, w dekanacie Żychlin. 
W latach 2008–2020 proboszczem parafii był ks. kan. Jerzy Czarnota. Od 2021 roku funkcję proboszcza pełni ks. Dariusz Szeląg.